# Rodiera
Rodiera (tidigare även rhodiera, se diskussion och referenser), är en metod att genom elektrolys plätera, belägga föremål med en yta av rodium. Föremålet eller ytan på föremålet måste vara elektriskt ledande för att kunna pläteras elektrolytiskt. Metoden används främst av smycketillverkare och guldsmeder vid reparation och nytillverkning av vitguld eller silverföremål, men används även vid industriell tillverkning av bl.a. katalysatorer, elektronikkomponenter och forskningsinstrument. Metoden är även ett sätt att förhindra oxidation av silverföremål samt ytbehandling av oäkta smycken och bijouterier för att imitera ädelmetallföremål. Det går även att svartrodiera med en svart yta som slutresultat, men är inte lika vanligt förekommande.
Föremålet får genom metoden en yta och färg som är matt grå till matt svart, glänsande grå till glänsande svart samt en glänsande silvervit färg, delvis beroende på ursprungsytan men är även beroende av bland annat strömstyrkan, elektrolytens sammansättning, rodiumkoncentrationen och temperaturen. Inom smyckeindustrin eftersträvar man oftast en vitare färg på ytan än silvervit, som närmast kan jämföras med en något vitare färg än högglanspolerat rostfritt stål, men med en lägre reflextion.

## Utrustning

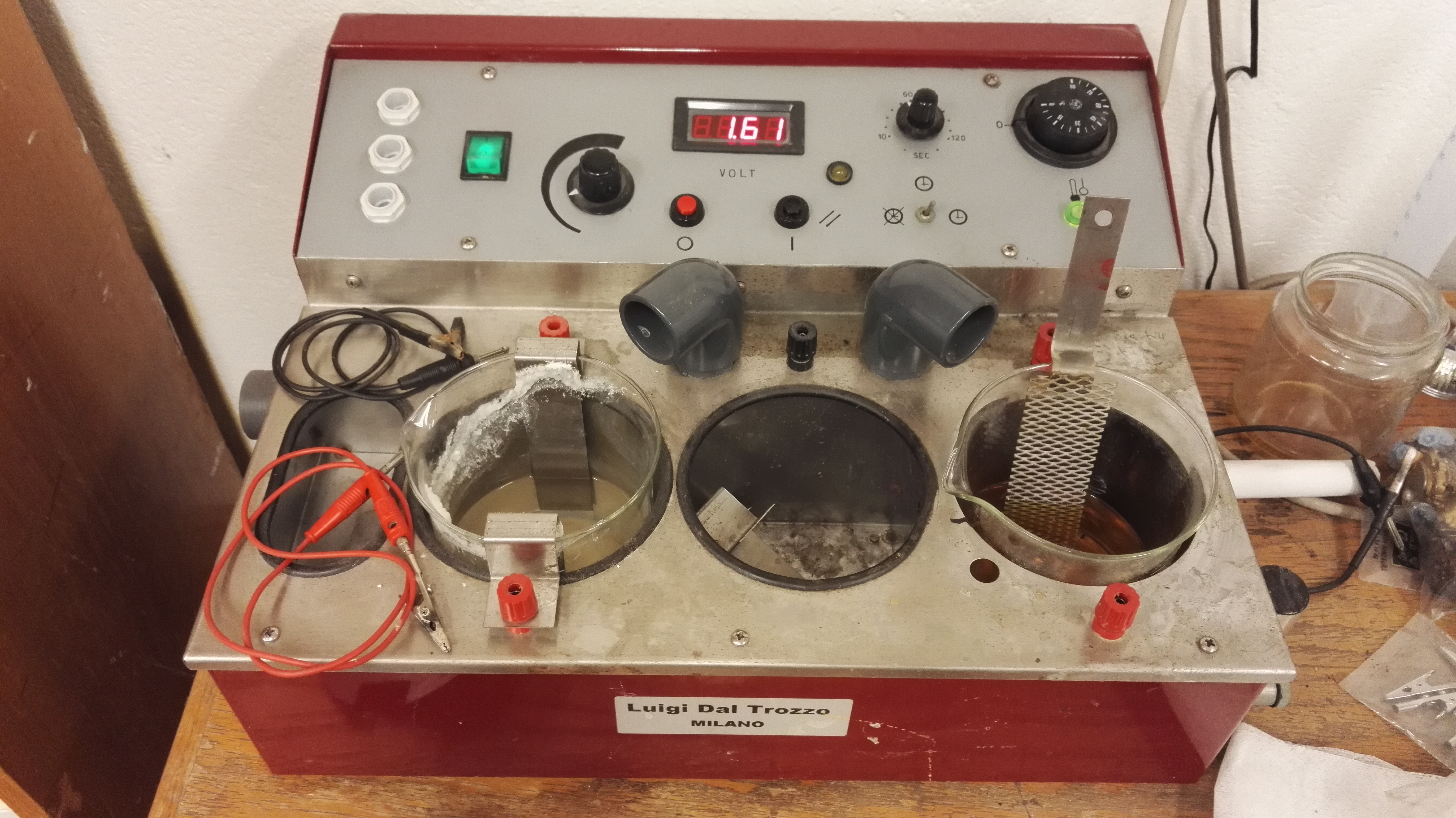
Exempel på rodieringsanläggning

Elektrolyten består vanligen av en lösning av två gram Rodium per liter i vattenlösning eller en svag syralösning, (vanligen en svavelsyralösning) av olika rodiumsalter. De vanligaste rodiumsalterna är Rodiumsulfat, Rodiumfosfat eller Rodiumnatriumcyanid och ger något olika slutresultat i form av lyster eller färg och tjocklek på beläggningen. Slutresultatet beror även på om det är en vatten- eller syralösning som används. Även fler vatten- eller syralösningar av rodiumföreningar förekommer, men de som nämns är de vanligaste. Anoden är oftast en platinerad titanelektrod eller är av ren Platina men kan även vara av rostfritt stål, beroende på rodiumlösningen och önskat slutresultat.. Föremålet som rodieras är katod. En likströmsriktare eller ett batteri driver anläggningen. Strömstyrkan eller spänningen bör vara reglerbar för att man skall kunna uppnå ett bra resultat.

## Metod

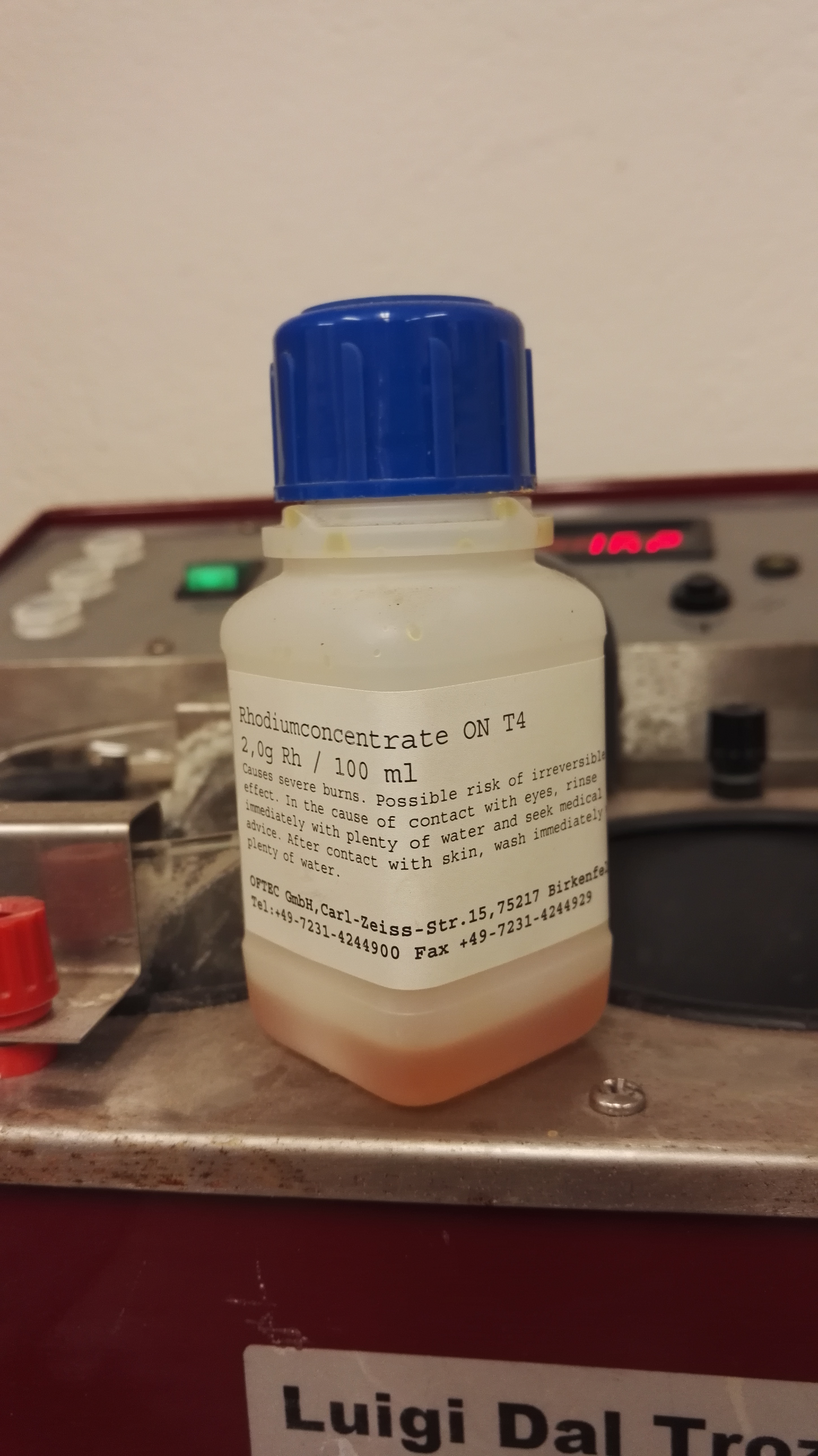
Rodiumbad 2g/100 ml som spädes med destillerat vatten till 1 000 ml.

Först måste föremålet som skall rodieras rengöras mycket noga för att undvika missfärgning eller fläckar. Normalt räcker det inte med en avtorkning, tvättning eller ultraljudsrengöring. Oftast rengörs föremålet genom elektrolys i en stark natriumhydroxidlösning, s.k. avfettning, där föremålet är katod, med en strömstyrka på cirka 1,5-2 ampere per dm². Därefter sköljs det av och läggs i en 5–10-procentig svavelsyralösning i någon minut och sköljs sedan med destillerat eller avjonat vatten.
Anledningen till att man bör behandla föremålet med en svavelsyralösning, är att de flesta rodiumbad är känsliga för baser, samt att det samtidigt är en metod för att beta ytan.
Vid själva rodieringen fästs föremålet på minuspolen, katoden. För ädelmetallföremål med en rodiumbadkoncentration med två gram per liter, används vanligtvis en strömstyrka på cirka 1–2,5 ampere per dm². Spänningen varierar beroende på anläggningens strömkälla, vilket rodiumbad som används samt föremålets ledningsförmåga och storlek, men bör vara mellan 1 och 3 volt per kvadratcentimeter yta. 
För att uppnå ett bra resultat vid rodiering av ädelmetallsmycken, bör tiden vara mellan 45 och 90 sekunder och cirka 1–1,5 volt per cm² och 0,9–1,4 ampere per cm². Vid för hög spänning eller strömstyrka kan föremålet missfärgas genom att få en svartfärgad yta eller fläckar, samt en matt struktur på hela eller delar av föremålet. Detta kan bl.a. bero på att strömstyrkan inte fördelas jämnt över föremålet, till exempel beroende på dess form. Fördelningen av strömstyrkan på en ring är högre på spetsarna av en stenfattning och lägre på insidan av ringen och på en kvadratisk plåt, högre i hörnen än på mitten.
Rodiumbadets temperatur är vanligen mellan 30 och 45 grader, men är beroende på sammansättningen, där några ger bäst resultat vid temperaturer upp till 70 grader, vilket bland annat används vid industriell plätering av större oädla metallföremål. 
Det färdiga ytskiktets tjocklek varierar mellan 0,01 och 5 mikrometer och är beroende av tiden, strömstyrkan, spänningen, föremålets storlek och typ av rodiumbad. Den vanligaste tjockleken av rodiumskiktet vid plätering av ädelmetallsmycken och bijouterier är 0,05–0,2 mikrometer. Maximal tjocklek innan sprickbildning är cirka 5 mikrometer och kan uppnås med rodiumsulfat i en vattenlösning.